# Perizoma pseudobifasciata
Perizoma pseudobifasciata là một loài bướm đêm trong họ Geometridae.